# Stichting Groninger Borgen
Stichting Groninger Borgen was een instituut dat een aantal diensten verleende aan de aangesloten elf borgen in de provincie Groningen. De stichting adviseerde bij onderhoud en restauratie en faciliteerde de verwerving van fondsen en subsidies. Naast de facilitering van de aangesloten borgen had de stichting ook een algemene taak door haar betrokkenheid bij behoud, beheer en promotie van het cultuurhistorisch erfgoed. De stichting was gevestigd in de stad Groningen. Zij was anno 2002 eigenaar van drie borgen en was nauw betrokken bij het onderhoud van negen andere borgen.
De stichting werd opgericht in 1977. Na problemen rond de verdeling van de financiën over de borgen Fraeylema, Verhildersum en Menkema na de instelling van directe subsidie door de provincie en wrevel over het feit dat de stichting steeds meer kosten maakte en aftrok van door te sluizen subsidies werd besloten tot de opheffing van de stichting. De borgen worden sindsdien niet meer door een stichting beheerd.

## Aangesloten borgen
De onderstaande borgen waren aangesloten bij de stichting:
- Allersmaborg
- Coendersborg (19e-eeuws herenhuis)
- Ennemaborg
- Ewsum (toren)
- Fraeylemaborg
- Iwema-steenhuis
- Menkemaborg
- Nienoord (19e-eeuws landhuis)
- Piloersema
- Rusthoven (17e-eeuwse tichelborg)
- Verhildersum
- Welgelegen (17e-eeuwse veenborg)